# Pepi II.
Pepi II., též Pjopije II., byl egyptským Faraonem 6. dynastie, vládl přibližně v letech 2216–2153 př. n. l. Byl synem faraona Pepiho I., jeho matkou byla Anchesenpepi II. Po náhlém úmrtí svého nevlastního bratra Merenrea I. nastoupil na trůn ve věku asi šesti let. Vlády se proto ujala jeho matka jako regentka spolu se svým bratrem nomarchou Džauem z Abydu. Vláda Pepiho II. trvala rekordních ~64 let.

## Vláda

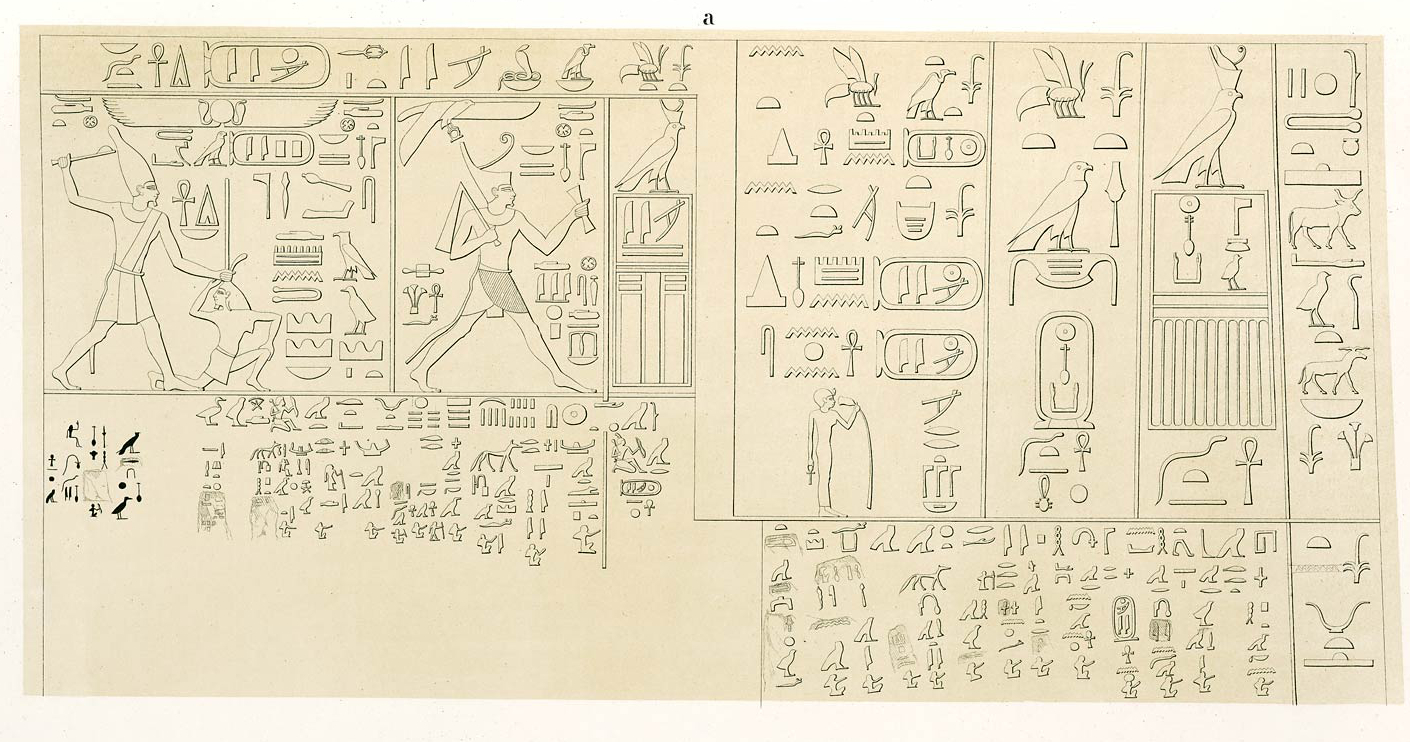
Záznam o Pepim II. na skále ve Wadi Maghara na Sinaji

V období nezletilého faraona se ujala vlády jeho matka jako regentka, která asi 10–15 let formovala a řídila vládu říše a do jisté míry i významně ovlivnila následující dlouhou vládu dospělého faraona. Zformovala se pevná struktura úřednické vrstvy vezírů, guvernérů jednotlivých nomů a vrstvy chrámových kněží.
Doba byla značně neklidná, zejména na hranicích říše. V počátku vlády proběhly války mezi Egyptem a Núbijci, kteří sídlili jižně od egyptských hranic, a Libyjci, kteří sídlili na západě. Král neměl téměř žádnou autoritu. Vojevůdci si v podstatě dělali, co chtěli. Správci jednotlivých krajů (nomů), na které byl Egypt rozdělen, nomarchové, vystupovali čím dál tím více samostatněji. Nicméně pokračovaly obchodní styky s tradičními partnery, jako kupříkladu s městem Byblos (v dnešním Libanonu), se Sýrií a na sinajském poloostrově, upevněné jeho předchůdci k využívání těžby nerostů (tyrkys, měděná ruda a jiné), a to zejména na sinajském poloostrově.
V pozdním období vlády Pepiho II. se vnitřní zdroje říše vyčerpávaly jednak četnými vojenskými expedice do Núbie, výběr daní z nomů do centra byl nomarchy opomíjen, král uděloval četné výsady velkým chrámům v Koptu a Abydu. Jsou též indicie, že v této době často klesala intenzita nilských záplav. Důsledkem byly nízké výnosy pěstovaných plodin, přičemž celkové zdroje ze zemědělství poklesly, ekonomika zeslábla a země postupně zchudla.
Když Pepi II. ve věku asi ~71 let zemřel, zanechal po sobě zemi v naprostém rozkladu, jeho nástupcům se nepovedlo udržet celou zemi pohromadě. Skončilo období rozvoje a blahobytu nazývané Stará říše a začalo první přechodné období. Pepiho nástupci Merenreovi II. se kolaps společnosti nepodařilo zbrzdit.

## Významní hodnostáři Pepiho II.
Chui byl nomarchou a otcem sester Anchesenpepi I. a Anchesenpepi II., které se staly ženami Pepiho I. Jeho syn Džau byl poradcem jak Pepiho I. tak i Pepiho II.
Sebni, princ a vezír v provincii Asuán s titulem „dozorce jižních zemí“, byl též dědičným knížetem Elefantiny a se svým otcem knížetem Mehu řídil organizaci výroby a transport dvou obelisků do Heliopolisu.
Sebni společně s Heqaibem – Pepinachtem, nomarchou 1. nomu Horního Egypta, organizovali trestnou výpravu do Núbie (dnešní Súdán). Sebniho otec Mehu (vezír již v 5.dynastii) během výpravy zemřel. Oba pak byli pohřbeni v lokalitě Qubbet el-Hawwa v nekropoli na západním břehu Nilu poblíž Asuánu.

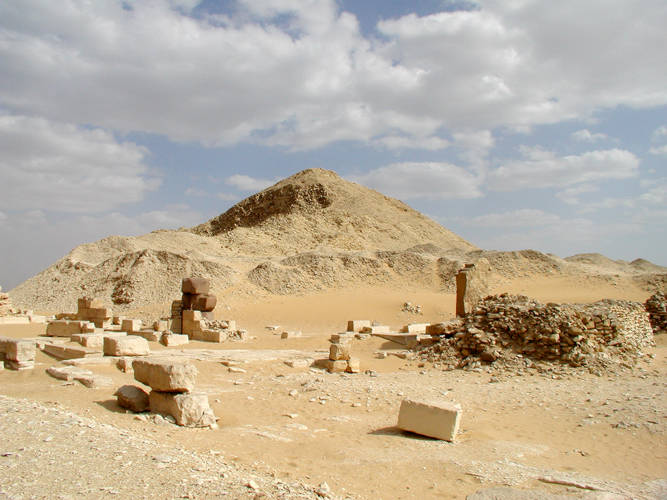
Pyramida Pepiho II. a tři satelitní pyramidy jeho žen Vedžedef, Nuit a Ipuit

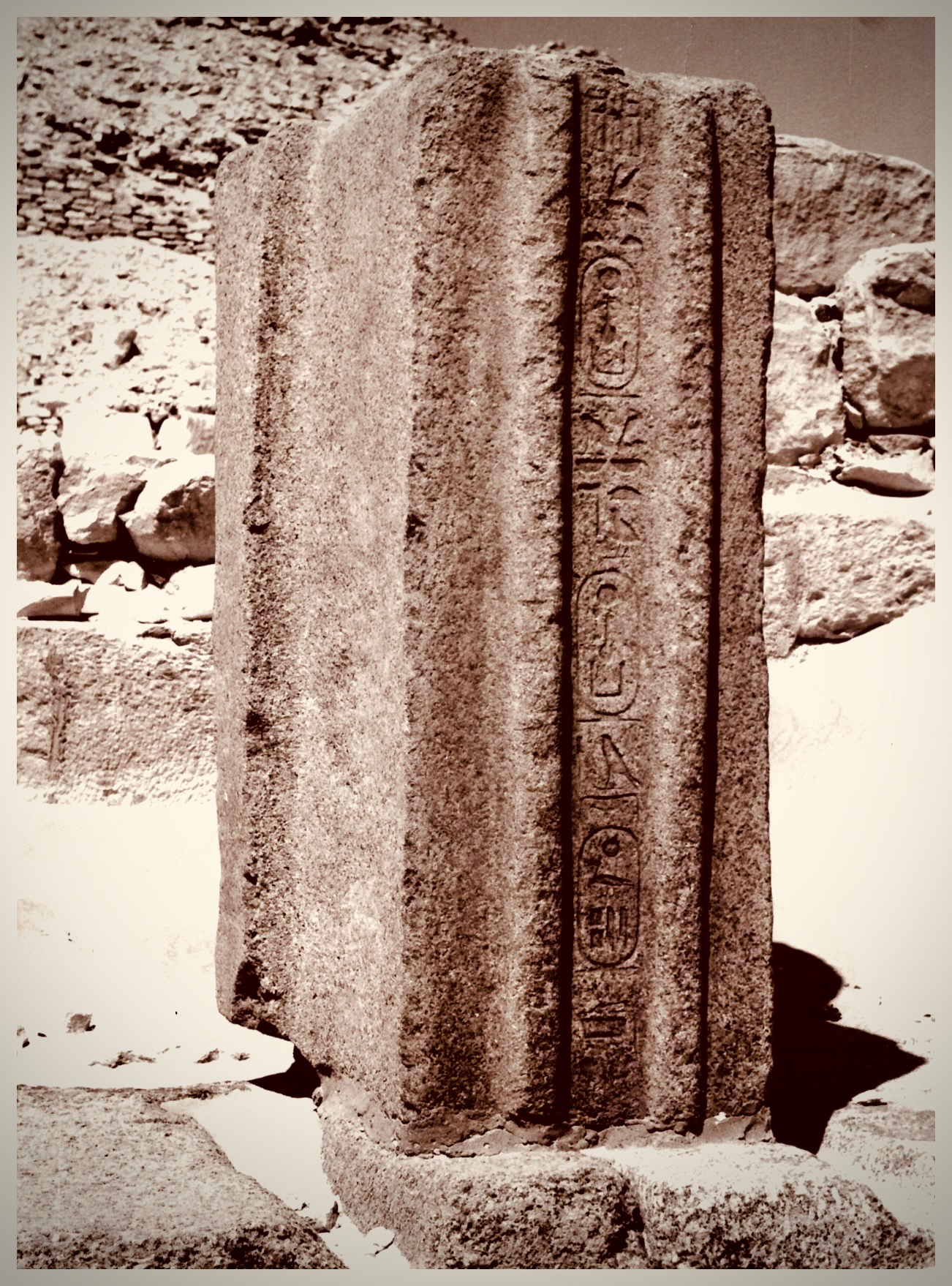
Fragement pylonu – pyramida Pepii II.

## Královy manželky
Pepi II. měl celkem pět manželek. Pyramidy tří z nich stály poblíž hrobky samotného faraona. Největší z nich měla rozměry základny 45×45 metrů, patří hlavní královně, která se jmenovala Neit. Zbylé pyramidy patří Udžebten) a Iput II. Královna Anchesenpepi IV. (Anchesenpjopeji) byla pohřbena v obyčejné hrobce pro vysoké hodnostáře.

## Králova hrobka
Pepi II. si nechal postavit pyramidu v blízkosti hrobky Šepseskafa, posledního faraona 4.dynastie. Základna jeho pyramidy měla rozměry 78,6×78,6 m a byla vysoká 52,1 m. Sklon stěn byl 53°13'. Byla vybudována z kamenných kvádrů a obložena bílými bloky z vápence. Vchod do hrobky se nacházel na severní straně, jak bylo obvyklé. Strop vnitřních prostor se honosil motivy hvězd podobně jako v hrobkách faraonů 5. dynastie Tetiho a zejména Venise. Stěny podzemních komor byly vyzdobeny hieroglyfickými texty. Jsou v nich zapsány různé zaříkávací formule a modlitby, které měly mrtvému zabezpečit cestu k bohům a věčnému životu na onom světě. Nápisy v podzemní komoře této pyramidy se shodují s Texty pyramid, ale jsou ze všech nejdelší a v nejvybranějším stylu. Za jeho vlády se Texty pyramid poprvé objevují také v pyramidových komplexech královen, například u Neity a Anchesenpepi II., zatímco předtím byly vyhrazeny pouze faraonům. Dochoval se panovníkův prázdný sarkofág, hrobka byla vykradena již ve starověku. Nicméně ve srovnání s předchozími, zejména Venisovou, je Pepiho hrobka skromněji vybavená dekoracemi, takže se uvažuje o poklesu prosperity a vzrůstající chudobě říše.
Pyramida Pepiho II. je jedinou ze 6. dynastie, u níž se zachovaly zbytky zádušního chrámu, který stál na východ od pyramidy, byl tvořen dvěma částmi, jedna byla určena kněžím, druhá veřejnosti. Jejich stěny byly původně bohatě vyzdobeny malovanými reliéfy s náboženskými, válečnými a loveckými motivy. Údolní chrám taktéž tvořily dvě části a dvě přístavní rampy. Chrámy spojovala zastřešená sluneční cesta. Severozápadně a jihovýchodně od celého komplexu se nacházely hrobky faraonových manželek.